# Podoleakî, Korop
Podoleakî (în ucraineană Подоляки) este un sat în comuna Sohaci din raionul Korop, regiunea Cernihiv, Ucraina.

## Demografie
Componența lingvistică a localității Podoleakî
     Ucraineană (98,91%)
     Rusă (1,09%)
Conform recensământului din 2001, majoritatea populației localității Podoleakî era vorbitoare de ucraineană (98,91%), existând în minoritate și vorbitori de rusă (1,09%).